# Manifestations de 2024 au Venezuela
Les manifestations de 2024 au Venezuela sont une série de manifestations déclenchées à la suite de l'élection présidentielle vénézuélienne de 2024, qui voit la réélection de Nicolás Maduro pour un troisième mandat, mais est marquée, selon l'opposition, par des fraudes électorales. Des manifestations spontanées sont signalées dans diverses localités du pays, qui dégénèrent et causent de nombreux décès et blessés.

## Contexte
À la suite des déclarations d'Elvis Amoroso (es) annonçant la victoire électorale de Nicolás Maduro aux premières heures du 29 juillet, l'opposition majoritaire, organisée autour de María Corina Machado et du candidat de la Plateforme unitaire, Edmundo González, dénonce la fraude électorale. L'Argentine, le Chili, le Costa Rica, l'Équateur, les États-Unis, le Panama, le Paraguay, le Pérou et l'Uruguay se montrent eux aussi sceptiques quant aux résultats et demandent des audits,,,,. Maduro est proclamé président pour un troisième mandat, quelques mois avant le changement de gouvernement prévu et avant la publication des résultats totaux du vote.
Ni Machado ni González n'appellent à manifester, mais demandent plutôt aux gens d'être présents dans les centres de vote jusqu'à ce que les enregistrements des votes soient publiés.

## Chronologie

### 28 juillet
Le 28 juillet 2024, jour du scrutin, Julio Valerio García, citoyen de Táchira, est abattu par un groupe de motocyclistes devant un bureau de vote. Il y a également quatre blessés ce jour-là. Le même jour, des Vénézuéliens des villes brésiliennes de Pacaraima, Boa Vista et São Paulo manifestent contre Maduro. À São Paulo, des centaines de migrants vénézuéliens participent à une manifestation visant à défendre la démocratie et réclamer la liberté.

### 29 juillet
Les manifestations commencent le 29 juillet à Caracas. Des manifestations sont signalées à Catia La Mar à Caracas, sur l'autoroute Caracas-La Guaira (en), et à Aragua. Des manifestants sont aussi signalés à Cagua et, dans un secteur de l'État de Falcón, les gens descendent également dans la rue.
Dès le matin du 29 juillet, les cacerolazos commencent dans diverses zones de Caracas. Plus tard dans la matinée, des manifestations sont signalées dans différents quartiers populaires de la capitale, notamment dans plusieurs secteurs de Petare comme les quartiers de San Blas ou de La Dolorita. Une forte présence policière est également signalée dans la capitale.
Plusieurs milliers de personnes manifestent près du plus grand quartier pauvre de Caracas. À Petare, des jeunes masqués arrachent des affiches de campagne de Maduro,,.
À Coro, des manifestants démolissent une statue représentant le défunt président Hugo Chávez.
L'autoroute Caracas-La Guaira est bloquée par des manifestants du secteur El Limón.
Europa Press signale des manifestations à Petare, Altamira, Chacaíto, Bellas Artes, La Vega, El Valle, Catia et La Candelaria, ainsi que des rassemblements de protestation sur l'autoroute Petare-Guarenas, en particulier dans la paroisse de Caucagüita, dans la municipalité de Sucre, située dans l'État de Miranda.

### 30 juillet

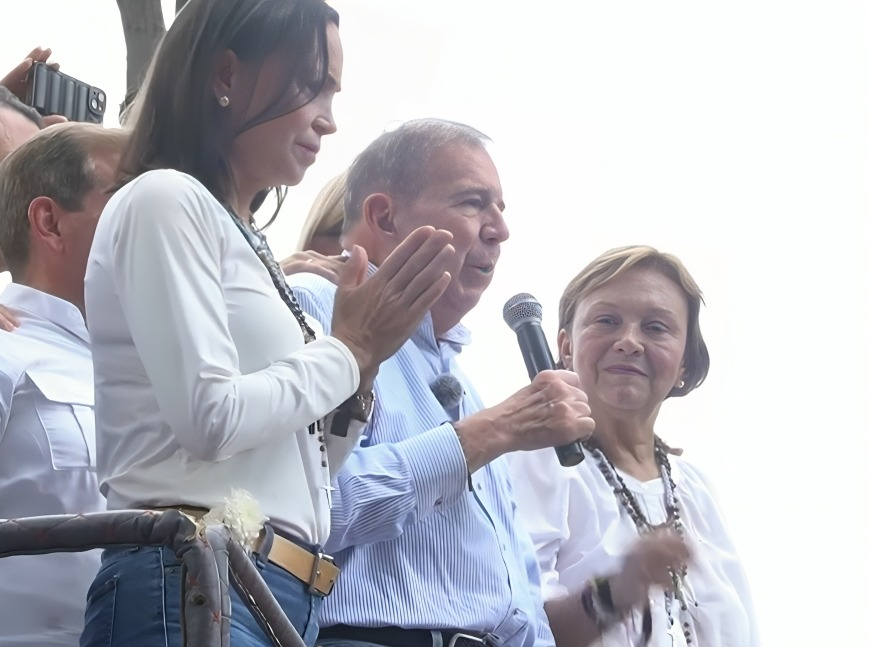
Maria Corina Machado (à gauche) et González Urrutia protestant contre la fraude (30 juillet).

Un dirigeant du parti de Machado réfugié dans l'ambassade d'Argentine à Caracas a dénoncé la présence de patrouilles de police autour du bâtiment diplomatique.
Un important cadre du parti d'opposition Volonté populaire, l'ancien député Freddy Superlano, est arrêté le 30 juillet par les forces de l’ordre à Caracas.

### 31 juillet
Nicolás Maduro a déposé un recours en protection constitutionnelle devant la Chambre électorale du Tribunal suprême de justice, dans le but de légitimer les résultats des élections en sa faveur. Cette action a été vivement critiquée par l'opposition, dans un contexte de tensions croissantes et d'allégations de fraude électorale de la part de la communauté nationale et internationale. De même, le Tribunal suprême de justice a été critiqué pour son manque d'indépendance et sa proximité avec le régime de Maduro.
Sur son compte Twitter, María Corina Machado a déclaré qu'« après la victoire électorale écrasante et sans appel que nous, les Vénézuéliens, avons remportée le 28 juillet, la réponse du régime est le meurtre, l'enlèvement et la persécution. J'alerte le monde sur l'escalade cruelle et répressive du régime, qui compte à ce jour plus de 177 arrestations arbitraires, 11 disparitions forcées et au moins 16 assassinats au cours des dernières 48 heures. Ces crimes ne resteront pas impunis. »
Tarek William Saab a annoncé lors d'une conférence de presse que le nombre de détenus s'élevait à 1 062, qualifiant les manifestants de l'opposition de « terroristes ». Il a également évoqué la possibilité de demander un mandat d'arrêt contre les « auteurs intellectuels » présents dans les manifestations. Le procureur général a assuré que les manifestants avaient simulé des « actes punissables » pendant les manifestations et a déclaré que les blessures avaient été simulées avec du « ketchup » par les manifestants eux-mêmes.

### 1eraoût
Après avoir été encerclés[Qui ?] par les forces gouvernementales depuis le jour des élections, les gouvernements brésilien et argentin ont décidé de placer l'ambassade d'Argentine à Caracas sous protection brésilienne, ainsi que les six demandeurs d'asile politiques présents à l'intérieur de cette ambassade.
Le secrétaire d'État américain Antony Blinken a initialement exprimé des doutes sur la véracité des résultats du Conseil national électoral et les responsables de l'administration Biden, s'adressant anonymement à Reuters, ont déclaré que la victoire annoncée de Maduro manquait de crédibilité. Le président Biden a appelé le président Lula le 30 juillet pour discuter de l’élection ; les deux dirigeants sont convenus de faire pression pour un décompte transparent des votes. Le 1er août, Blinken a déclaré qu'il existait des « preuves accablantes » de la victoire de González, mais ne l'a pas reconnu comme président élu.

### 10 août
Alors que les manifestations ont fait 24 morts selon des ONG de défense des droits de l’homme avec 2 200 personnes arrêtées selon Nicolás Maduro, Edmundo González Urrutia demande au pouvoir chaviste, dans une vidéo publiée le 10 août, la fin des violences et la libération des personnes arrêtées.

## Réactions
- Argentine : le président Javier Milei, qui a refusé de reconnaître les résultats de l'élection, « appelle la communauté internationale à s'unir pour rétablir l'État de droit au Venezuela »[32].
- Colombie : la Colombie exhorte le gouvernement de Nicolás Maduro à cesser la violence. Le pays se dit prêt à soutenir tous les efforts nécessaires pour garantir la paix et la stabilité dans la région[33].
- Panama : le président José Raúl Mulino rompt les relations diplomatiques pour protester contre la réélection de Nicolás Maduro[34].
- Pérou : le Pérou a rappelé son ambassadeur au Venezuela[35].